# Suchart Chaovisith
Suchart Chaovisith (Thai: สุชาติ เชาว์วิศิษฐ) (Chiang Mai, 1940 - Bangkok, 22 oktober 2009) was een Thais politicus.
Chaovisith begon in 1956 voor de overheid te werken op het financieel departement van het leger. In 1972 stapte hij over naar ministerie van financiën en in 1993 werd Suchart vice-permanent secretaris voor financiën van Thailand. In 1972 werd hij directeur-generaal van het departement ontvangsten.
Chaovisith werd lid van de  Thai Rak Thai-partij en werd verkozen tot lid van het Thaise parlement. In 2003 werd hij minister van financiën en in 2004 vice-eerste minister van Thailand. Chaovisith overleed aan keelkanker in oktober 2009.